# Steve Thornton (musicien)
Pour les articles homonymes, voir Steve Thornton.
Steve Thornton  est un musicien de jazz fusion américain.

## Biographie
Percussionniste, Steve Thornton remplace Mino Cinelu dans la formation de Miles Davis en 1984.
- « J'ai gardé Steve qui m'apportait un son africain que j'aimais »— Miles Davis avec Quincy Troupe. Miles L'autobiographie, Infolio, 2007 p.399

En 1987 lors du retour de Cinelu, Steve Thornton quitte Miles Davis.

## Discographie

### Collaborations

#### Avec Miles Davis
- 2002 : The Complete Miles Davis at Montreux 1973-1991 : volumes 3 à 11, Casino de Montreux les 8 juillet 1984, 14 juillet 1985 et 17 juillet 1986;
- 1985 : You're Under Arrest.